# Grotte du Trou-Madame
La grotte du Trou-Madame est une cavité naturelle située dans la commune de Méailles, massif du Pelat, département des Alpes-de-Haute-Provence.

## Toponymie
En 1876, le guide Joanne indique la « grotte du Trou-Madame ». En 1960, on relève la forme trou de Madame,.
Le nom de la cavité est assez répandu en France et pourrait faire référence au jeu féminin du trou-madame qui consistait à faire rouler sur la tranche des palets de bois pour les faire entrer sous des arcades. En effet, la forme des arcades pourrait évoquer celle de la grotte.

## Spéléométrie

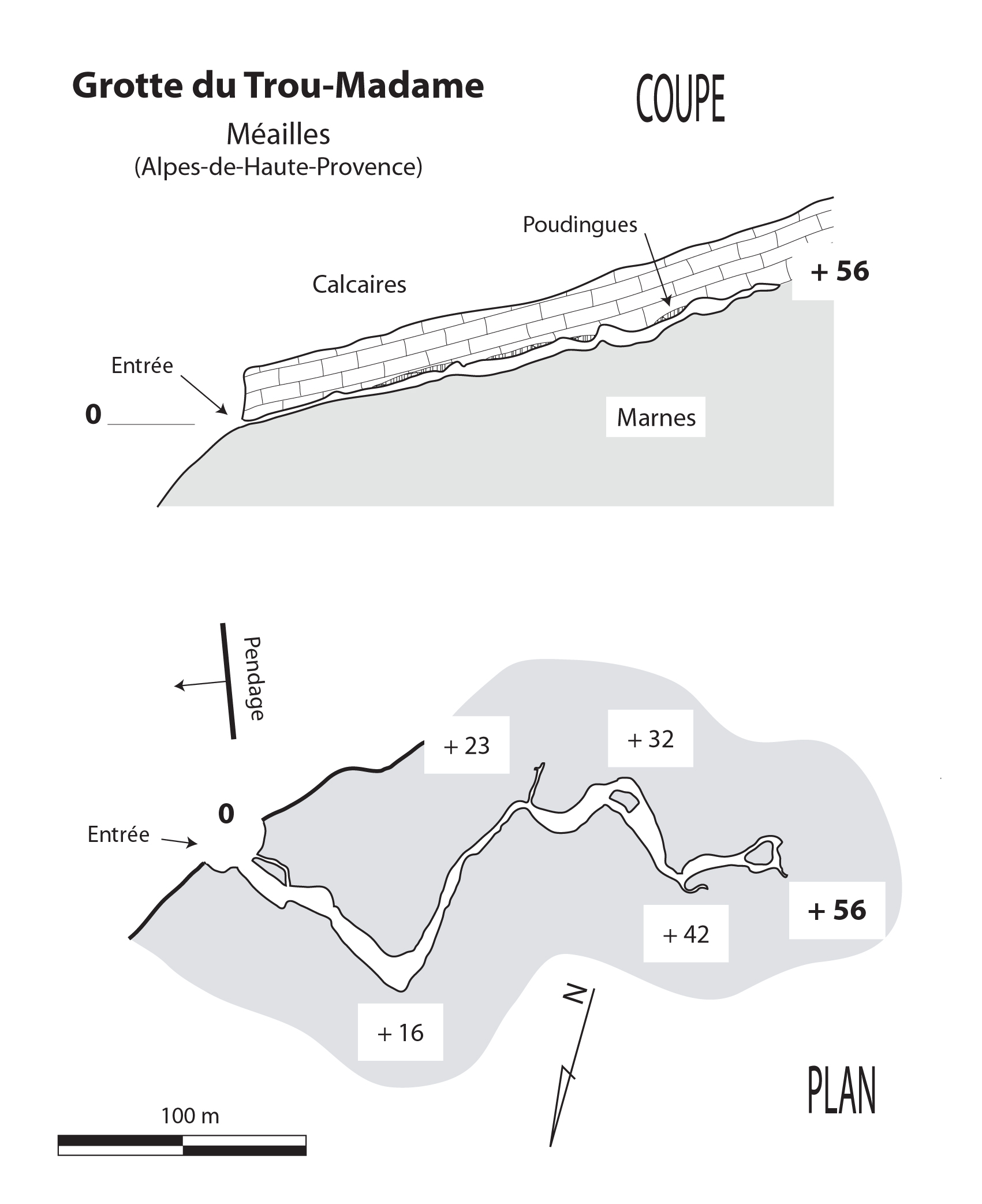
Topographie de la grotte du Trou-Madame.

La dénivellation de la grotte du Trou-Madame est de +56 m pour un développement d'environ 350 m.

## Géologie
La cavité se développe dans les calcaires du Nummulitique (Éocène) et des marnes crétacées. Il s'agit d'une galerie remontante creusée au contact des calcaires et des marnes. La cavité est une grotte dite de contact entre deux couches géologiques. Le siège de la corrosion se situe dans les calcaires ou conglomérats calcaires qui recouvrent les marnes. Il s’agit d’une grotte similaire à celle du Cul de Bœuf, la cavité est une grotte dite de contact (calcaires, conglomérats et marnes).